# Yasek Manzano Silva
Pour les articles homonymes, voir Manzano (homonymie) et Silva.
 (juillet 2012).
Si vous disposez d'ouvrages ou d'articles de référence ou si vous connaissez des sites web de qualité traitant du thème abordé ici, merci de compléter l'article en donnant les références utiles à sa vérifiabilité et en les liant à la section « Notes et références ».
Yasek Manzano Silva est un compositeur et trompettiste cubain né le 10 décembre 1980 à Marianao (Cuba). Il est considéré comme l’un des musiciens les plus talentueux de sa génération et a joué auprès de grandes figures telles que Celia Cruz, Los Van Van, Irakere, Bobby Carcassés, le groupe anglais Simply Red et bien d’autres.

## Biographie
Yasek Manzano Silva commence à étudier la musique au Conservatoire Alejandro Garcia Caturla à Marianao, avant d’entrer en 1995 au Conservatoire Amadeo Roldan de La Havane. Parallèlement, il nourrit un grand intérêt pour le Jazz et très tôt, vers l’âge de 12 ans, il commence à jouer des airs qu’il entend sur les vinyles de ses parents.
Sa passion pour la musique devient une perspective de carrière lorsqu’il intègre l’une des meilleures écoles d’art de son pays : l’École des Arts et de la Musique de La Havane. En 1995, il commence à se produire fréquemment à La Zorra y El Cuervo, un club de jazz mythique de La Havane. C’est là qu’il est repéré par Wynton Marsalis, qui lui offre une bourse pour entrer à la prestigieuse Julliard School of Music à New-York. Pendant son séjour aux États-Unis, il rencontre Roy Hargrove qui lui donne sa première trompette en 1997. Il participe alors à de nombreuses sessions d’improvisations dans différents bars de la ville.
De retour à Cuba en 2003, Yasek Manzano commence sa carrière professionnelle en formant son propre groupe et en enregistrant son premier album (Jojazz: El Joven Jazz Cubano) en collaboration avec Roberto Martinez.
Yasek Manzano a souvent été invité à l’étranger afin de jouer avec d’autres groupes. Jusqu’à présent, il a parcouru de nombreux pays dont les États-Unis, la France, La Grande-Bretagne, la Suisse, l’Italie et la Barbade.

## Concerts et discographie
- 1993 : Festival Jazz Plaza, avec Bobby Carcassés, La Havane, Cuba
- 1995 : Festival Jazz Plaza, avec Bobby Carcassés, La Havane, Cuba
- 1999 : 20e festival de jazz Django Reinhardt, France
- 2000 : Festival Jazz Plaza, avec “Bellita y Jazztumbata”, La Havane, Cuba
- 2003 : Jojazz: El Joven Jazz Cubano, premier album avec Roberto Martinez (EGREM)
- 2004 : Festival Jazz Plaza, avec son groupe, La Havane, Cuba
- 2004 : Représentations avec l’orchestre symphonique de Santiago de Cuba
- 2005 : Représentations avec l’orchestre symphonique de Camagüey
- 2005 : Représentations avec l’orchestre symphonique de Santa Clara
- 2005 : Concert pour les victimes de l’ouragan Katrina, Nouvelle-Orléans, USA
- 2005 : Festival Jazz Plaza, La Havane, Cuba
- 2006 : Festival Cuerda Viva, La Havane, Cuba
- 2007 : Barbados Jazz Festival, Bridgetown, La Barbade

## Récompense
1998 : Lauréat du concours JoJazz, La Havane, Cuba